# Sendmail
Sendmail（センドメール） は、UNIXで古くから使われてきたメールサーバソフトウェアである。
Sendmailプログラム本体は、パターンマッチルールによって動作するオートマトンと、MTA動作を支援するユーティリティである。MTAとしての動作そのものは、sendmail.cf に記述された複雑で莫大な量のパターンマッチルールによって実現している。

## 歴史
1980年代から1990年代にかけて、数多くの企業や研究機関により、様々な電子メールプロトコルと、それらを実装した独自仕様の電子メールシステムが乱立していた。Sendmail は、それらの乱立する各種プロトコルを相互変換し、橋渡しする目的で登場した。
電子メールプロトコルよりも底層に位置する通信プロトコルには、近年インターネットの普及により一般的になったTCP/IPだけでなく、パソコン通信が主流であった時代のUUCPなど、様々なものに対応している。しかし、その柔軟性の代償としてセキュリティホールが多く見つかっている。
2013年10月、米プルーフポイント社（英語: Proofpoint, Inc.）によるSendmail社（英語: Sendmail, Inc.）の買収により、その開発やサポートもプルーフポイントに移管された。

## 特徴
設定ファイルの複雑性
- 設定ファイルが非常に複雑であるため、通常はまず mc ファイルをM4言語で記述してから、実際のファイル（cf）を生成する。
- 設定ファイルの複雑さとセキュリティホールのできやすさを改善するために、いくつか代替のメールサーバも開発されている。

商用版 Sendmail
- Sendmail にはオープンソース版と商用版があり、商用版ではIMAP/POPサーバを構築することのできる Sendmail Advanced Server という製品がある。
- 商用版では設定方法にGUIを利用でき、GUI上から設定内容を反映することができる。
- 柔軟性と引き換えに設定方法の複雑さが増しているため、商用サポートや商用版により複雑さを取り除くオプションが用意されているとも言える。
- 商用版では、メールの送信速度も改善されている。

次世代 Sendmail
- まったく新たに構造を作り直した次世代の Sendmail として Sendmail X が開発される。その後 MeTA1 と改名された。

Milter API のサポート
- Sendmail では Milter API をサポートしているため、Milter API で作成されたプラグインを容易に利用することができる。
- 有名なOpenSource MilterとしてはSpamAssassinがあり、商用Red Hat系の製品では標準的に用意されている。
- スパム対策、ウイルス対策、法令遵守策、メールアーカイブなど、Milter によって実現可能な領域が広がっている。
- 商用の製品としては Mailstream Manager という製品を導入することで商用の Milter プラグインを利用できる。